# Universidad de Madrás
La Universidad de Madrás (en tamil: சென்னைப் பல்கலைக்கழகம்; U of M o UMadras), con sede en Chennai, Tamil Nadu, es una de las tres universidades más antiguas de la India, después de la Universidad de Calcuta y la de Mumbai. Fundada en 1857, es una institución pública inspirada en la Universidad de Londres.

## Alumnos destacados
- Chandrasekhara Venkata Raman (B.A., M.A. 1902), Premio Nobel de Física (1930), Bharat Ratna (1954)
- Viswanathan Anand, gran maestro de ajedrez
- Subrahmanyan Chandrasekhar (B.Sc 1925), Premio Nobel de Física (1983), Medalla Copley(1984)
- Chakravarthi Rajagopalachari, Gobernador General de la India (1948–1950), Bharat Ratna (1954)
- Sarvepalli Radhakrishnan, segundo Presidente de la India (1962–1967), Bharat Ratna (1954)
- V. V. Giri, cuarto Presidente de la India (1969–1974), Bharat Ratna (1975)
- Neelam Sanjeeva Reddy, sexto Presidente de la India (1977–1982)
- R. Venkataraman, octavo Presidente de la India (1987–1992)
- A. P. J. Abdul Kalam, undécimo Presidente de la India (2002–2007), Bharat Ratna (1997)
- M.G. Ramachandran, Doctor Honorario, actor y político
- Mani Ratnam, director de cine, escritor y productor, Padma Shri (2002)
- Vanamali, Ph.D. en literatura telugu
- Indra Nooyi, Presidenta de PepsiCo.
- Shiyali Ramamrita Ranganathan, padre de la biblioteconomía en la India